# Anything for You
"Anything For You" is een nummer geschreven door de Cubaans-Amerikaanse zangeres Gloria Estefan uit 1988.
Het nummer is opgenomen door Estefans band Miami Sound Machine en verscheen op hun album Let It Loose uit 1987. Het nummer werd een grote hit in de VS en bereikte de eerste plek in de Billboard Hot 100. Vanwege het succes van de single werd het album Let It Loose opnieuw uitgebracht in Europa, nu onder de titel Anything For You. Het nummer bereikte de tiende plek in de UK Singles Chart, de vijfde plek in de Ultratop 50 en de tweede plek in de Nederlandse Top 40.
De versie op de single is wat langer (4:02) dan de albumversie (3:41). De B-kant van de single bevat het nummer maar nu voor de helft in het Spaans gezongen. Het nummer staat op verschillende compilatiealbums van Estefan en de Miami Sound Machine. Op het verzamelalbum Éxitos de Gloria Estefan staat een volledig Spaanstalige versie.

## NPO Radio 2 Top 2000
| Nummer met noteringen in de NPO Radio 2 Top 2000 | '99 | '00  |
| ------------------------------------------------ | --- | ---- |
| Anything for You                                 | 927 | 1479 |

1. ↑  Een vetgedrukt getal geeft de hoogste notering aan.
2. ↑  Deze tabel is bijgewerkt tot en met de laatste editie (2024).